# NHL 2001/02
Die NHL-Saison 2001/02 war die 85. Spielzeit der National Hockey League (NHL). Stanley-Cup-Sieger wurden die Detroit Red Wings durch einen 4:1-Erfolg gegen die Carolina Hurricanes. Der Deutsche Uwe Krupp stand als Ersatzspieler im Kader von Detroit und holte so seinen zweiten Cup nach dem Sieg mit den Colorado Avalanche 1996.
Detroits schwedischer Verteidiger Nicklas Lidstrom wurde als erster Europäer mit der Conn Smythe Trophy für den wertvollsten Spieler der Playoffs ausgezeichnet. Daneben waren auch die Superstars Steve Yzerman, Brendan Shanahan, Luc Robitaille, Brett Hull, Sergei Fedorov, Chris Chelios und Dominik Hasek maßgeblich am Titelgewinn beteiligt.

## Reguläre Saison

### Abschlusstabellen
Abkürzungen: GP = Spiele, W = Siege, L = Niederlagen, T = Unentschieden nach Overtime, OTL = Niederlage nach Overtime, GF = Erzielte Tore, GA = Gegentore, Pts = Punkte

Erläuterungen: In Klammern befindet sich die Platzierung innerhalb der Conference;       = Playoff-Qualifikation,       = Divisions-Sieger,       = Conference-Sieger,       = Presidents’-Trophy-Gewinner

#### Eastern Conference
| Atlantic Division        | GP | W  | L  | T  | OTL | GF  | GA  | Pts |
| ------------------------ | -- | -- | -- | -- | --- | --- | --- | --- |
| Philadelphia Flyers (3)  | 82 | 42 | 27 | 10 | 3   | 234 | 192 | 97  |
| New York Islanders (4)   | 82 | 42 | 28 | 8  | 4   | 239 | 220 | 96  |
| New Jersey Devils (5)    | 82 | 41 | 28 | 9  | 4   | 205 | 187 | 95  |
| New York Rangers (11)    | 82 | 36 | 38 | 4  | 4   | 227 | 258 | 80  |
| Pittsburgh Penguins (12) | 82 | 28 | 41 | 8  | 5   | 198 | 249 | 69  |

| Northeast Division      | GP | W  | L  | T  | OTL | GF  | GA  | Pts |
| ----------------------- | -- | -- | -- | -- | --- | --- | --- | --- |
| Boston Bruins (1)       | 82 | 43 | 24 | 6  | 9   | 236 | 201 | 101 |
| Toronto Maple Leafs (2) | 82 | 43 | 25 | 10 | 4   | 249 | 207 | 100 |
| Ottawa Senators (6)     | 82 | 39 | 27 | 9  | 7   | 243 | 208 | 94  |
| Montréal Canadiens (8)  | 82 | 36 | 31 | 12 | 3   | 207 | 209 | 87  |
| Buffalo Sabres (10)     | 82 | 35 | 35 | 11 | 1   | 213 | 200 | 82  |

| Southeast Division       | GP | W  | L  | T  | OTL | GF  | GA  | Pts |
| ------------------------ | -- | -- | -- | -- | --- | --- | --- | --- |
| Carolina Hurricanes (7)  | 82 | 35 | 26 | 16 | 5   | 217 | 217 | 91  |
| Washington Capitals (9)  | 82 | 36 | 33 | 11 | 2   | 228 | 240 | 85  |
| Tampa Bay Lightning (13) | 82 | 27 | 40 | 11 | 4   | 178 | 219 | 69  |
| Florida Panthers (14)    | 82 | 22 | 44 | 10 | 6   | 180 | 250 | 60  |
| Atlanta Thrashers (15)   | 82 | 19 | 47 | 11 | 5   | 187 | 288 | 54  |

#### Western Conference
| Central Division           | GP | W  | L  | T  | OTL | GF  | GA  | Pts |
| -------------------------- | -- | -- | -- | -- | --- | --- | --- | --- |
| Detroit Red Wings (1)      | 82 | 51 | 17 | 10 | 4   | 251 | 187 | 116 |
| St. Louis Blues (4)        | 82 | 43 | 27 | 8  | 4   | 227 | 188 | 98  |
| Chicago Blackhawks (5)     | 82 | 41 | 27 | 13 | 1   | 216 | 207 | 96  |
| Nashville Predators (14)   | 82 | 28 | 41 | 13 | 0   | 196 | 230 | 69  |
| Columbus Blue Jackets (15) | 82 | 22 | 47 | 8  | 5   | 164 | 255 | 57  |

| Northwest Division     | GP | W  | L  | T  | OTL | GF  | GA  | Pts |
| ---------------------- | -- | -- | -- | -- | --- | --- | --- | --- |
| Colorado Avalanche (2) | 82 | 45 | 28 | 8  | 1   | 212 | 169 | 99  |
| Vancouver Canucks (8)  | 82 | 42 | 30 | 7  | 3   | 254 | 211 | 94  |
| Edmonton Oilers (9)    | 82 | 38 | 28 | 12 | 4   | 205 | 182 | 92  |
| Calgary Flames (11)    | 82 | 32 | 35 | 12 | 3   | 201 | 220 | 79  |
| Minnesota Wild (12)    | 82 | 26 | 35 | 12 | 9   | 195 | 238 | 73  |

| Pacific Division             | GP | W  | L  | T  | OTL | GF  | GA  | Pts |
| ---------------------------- | -- | -- | -- | -- | --- | --- | --- | --- |
| San Jose Sharks (3)          | 82 | 44 | 27 | 8  | 3   | 248 | 189 | 99  |
| Phoenix Coyotes (6)          | 82 | 40 | 27 | 9  | 6   | 228 | 210 | 95  |
| Los Angeles Kings (7)        | 82 | 40 | 27 | 11 | 4   | 214 | 190 | 95  |
| Dallas Stars (10)            | 82 | 36 | 28 | 13 | 5   | 215 | 213 | 90  |
| Mighty Ducks of Anaheim (13) | 82 | 29 | 42 | 8  | 3   | 175 | 198 | 69  |

### Beste Scorer
Seine 52 Tore legten den Grundstein für Jarome Iginla als Topscorer. Adam Oates war mit 64 Vorlagen der beste Vorbereiter in dieser Saison. Wie in der Vorsaison führte Peter Bondra die Wertung bei den Überzahltoren mit 17 an. Bester in Unterzahl war Brian Rolston mit 9 Treffern. 21,5 % der Schüsse von Daniel Brière fanden ihren Weg ins Tor. Mit 355 Schüssen die meisten gab Bill Guerin ab. Mit +40 führte Chris Chelios die Plus/Minus-Wertung an. Mit 354 Strafminuten übertraf Peter Worrell die bösen Buben der Vorjahre deutlich. 26 Tore als Verteidiger erzielte Sergei Gontschar, während Nicklas Lidström 50 Vorlagen gab. Beide erreichten 59 Punkte und waren damit die erfolgreichsten Verteidiger.
Abkürzungen: GP = Spiele, G = Tore, A = Assists, Pts = Punkte, +/- = Plus/Minus, PIM = Strafminuten; Fett: Saisonbestwert
| Spieler        | Team                    | GP | G  | A  | Pts | +/- | PIM |
| -------------- | ----------------------- | -- | -- | -- | --- | --- | --- |
| Jarome Iginla  | Calgary                 | 82 | 52 | 44 | 96  | +27 | 77  |
| Markus Näslund | Vancouver               | 81 | 40 | 50 | 90  | +22 | 50  |
| Todd Bertuzzi  | Vancouver               | 72 | 36 | 49 | 85  | +21 | 110 |
| Mats Sundin    | Toronto                 | 82 | 41 | 39 | 80  | +6  | 94  |
| Jaromír Jágr   | Washington              | 69 | 31 | 48 | 79  | 0   | 30  |
| Joe Sakic      | Colorado                | 82 | 26 | 53 | 79  | +12 | 18  |
| Pavol Demitra  | St. Louis               | 82 | 35 | 43 | 78  | +13 | 46  |
| Adam Oates     | Washington/Philadelphia | 80 | 14 | 64 | 78  | −4  | 28  |
| Mike Modano    | Dallas                  | 78 | 34 | 43 | 77  | +16 | 38  |
| Ron Francis    | Carolina                | 80 | 27 | 50 | 77  | +4  | 18  |

### Beste Torhüter
Abkürzungen: GP = Spiele, TOI = Eiszeit (in Minuten), W = Siege, L = Niederlagen, T = Unentschieden, GA = Gegentore, SO = Shutouts, Sv% = gehaltene Schüsse (in %), GAA = Gegentorschnitt; Fett: Saisonbestwert
| Spieler                | Team         | GP | TOI  | W  | L  | T  | GA  | SO | Sv%   | GAA  |
| ---------------------- | ------------ | -- | ---- | -- | -- | -- | --- | -- | ----- | ---- |
| Patrick Roy            | Colorado     | 63 | 3773 | 32 | 23 | 8  | 122 | 9  | 0,925 | 1,94 |
| Roman Čechmánek        | Philadelphia | 46 | 2603 | 24 | 13 | 6  | 89  | 4  | 0,921 | 2,05 |
| Marty Turco            | Dallas       | 31 | 1519 | 15 | 6  | 2  | 53  | 2  | 0,921 | 2,09 |
| José Théodore          | Montreal     | 67 | 3864 | 30 | 24 | 10 | 136 | 7  | 0,931 | 2,11 |
| Jean-Sébastien Giguère | Anaheim      | 53 | 3127 | 20 | 25 | 6  | 111 | 4  | 0,920 | 2,13 |

### Beste Rookiescorer
Seine 41 Vorlagen machten Dany Heatley mit 67 Punkten zum Topscorer. Als Torjäger war Ilja Kowaltschuk mit 29 Toren der Erfolgreichste. Matt Bradley führte bei den Rookies die Plus/Minus-Wertung mit +22 an. Von den Neulingen verbrachte keiner mehr Zeit als Chris Neil mit seinen 231 Strafminuten in der Penaltybox.

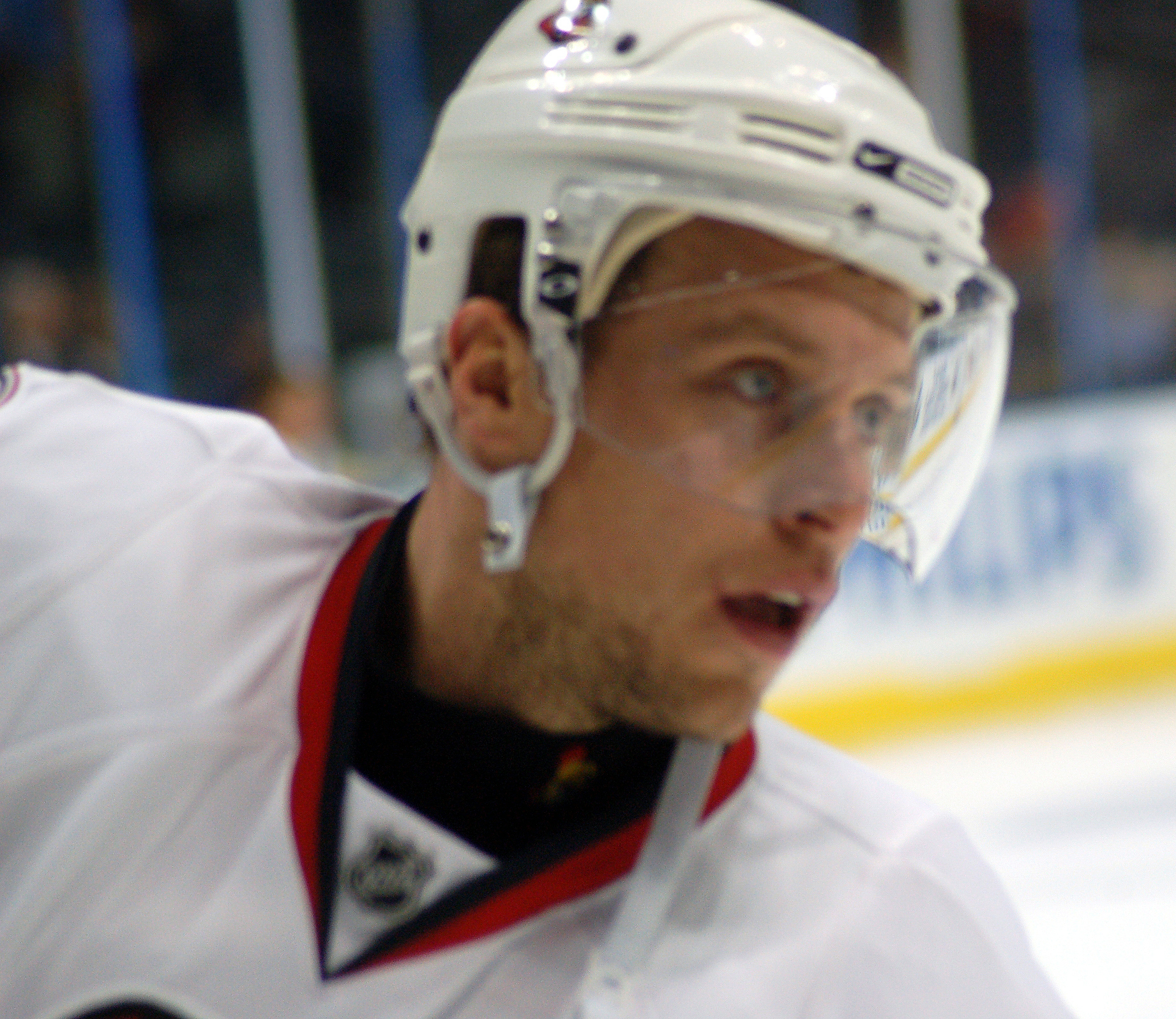
Dany Heatley bereitete 41 Tore vor

Abkürzungen: GP = Spiele, G = Tore, A = Assists, Pts = Punkte, +/- = Plus/Minus, PIM = Strafminuten
| Spieler           | Team     | GP | G  | A  | Pts | +/- | PIM |
| ----------------- | -------- | -- | -- | -- | --- | --- | --- |
| Dany Heatley      | Atlanta  | 82 | 26 | 41 | 67  | −19 | 59  |
| Ilja Kowaltschuk  | Atlanta  | 65 | 29 | 22 | 51  | −19 | 28  |
| Kristian Huselius | Florida  | 79 | 23 | 22 | 45  | −4  | 14  |
| Erik Cole         | Carolina | 81 | 16 | 24 | 40  | −10 | 35  |
| Pawel Dazjuk      | Detroit  | 70 | 11 | 24 | 35  | +4  | 4   |

## Stanley-Cup-Playoffs
|  | Conference-Viertelfinale                              | Conference-Viertelfinale | Conference-Viertelfinale |                    | Conference-Halbfinale | Conference-Halbfinale | Conference-Halbfinale |                     |                   | Conference-Finale | Conference-Finale | Conference-Finale |  |  | Stanley-Cup-Finale | Stanley-Cup-Finale | Stanley-Cup-Finale |
|  |                                                       |                          |                          |                    |                       |                       |                       |                     |                   |                   |                   |                   |  |  |                    |                    |                    |
|  | 1                                                     | Boston Bruins            | 2                        |                    | 3                     | Carolina Hurricanes   | 4                     |                     |                   |                   |                   |                   |  |  |                    |                    |                    |
|  | 8                                                     | Canadiens de Montréal    | 4                        | 8                  | Canadiens de Montréal | 2                     |                       |                     |                   |                   |                   |                   |  |  |                    |                    |                    |
|  |                                                       |                          |                          |                    |                       |                       |                       |                     |                   |                   |                   |                   |  |  |                    |                    |                    |
|  | 2                                                     | Philadelphia Flyers      | 1                        | Eastern Conference | Eastern Conference    | Eastern Conference    |                       |                     |                   |                   |                   |                   |  |  |                    |                    |                    |
|  | 2                                                     | Philadelphia Flyers      | 1                        | Eastern Conference | Eastern Conference    | Eastern Conference    |                       |                     |                   |                   |                   |                   |  |  |                    |                    |                    |
|  | 7                                                     | Ottawa Senators          | 4                        |                    |                       |                       |                       |                     |                   |                   |                   |                   |  |  |                    |                    |                    |
|  | 7                                                     | Ottawa Senators          | 4                        | 3                  | Carolina Hurricanes   | 4                     |                       |                     |                   |                   |                   |                   |  |  |                    |                    |                    |
|  |                                                       |                          |                          | 3                  | Carolina Hurricanes   | 4                     |                       |                     |                   |                   |                   |                   |  |  |                    |                    |                    |
|  |                                                       | 4                        | Toronto Maple Leafs      | 2                  |                       |                       |                       |                     |                   |                   |                   |                   |  |  |                    |                    |                    |
|  | 3                                                     | 4                        | Toronto Maple Leafs      | 2                  | Carolina Hurricanes   | 4                     |                       |                     |                   |                   |                   |                   |  |  |                    |                    |                    |
|  | 3                                                     |                          |                          |                    | Carolina Hurricanes   | 4                     |                       |                     |                   |                   |                   |                   |  |  |                    |                    |                    |
|  | 6                                                     | New Jersey Devils        | 2                        |                    |                       |                       |                       |                     |                   |                   |                   |                   |  |  |                    |                    |                    |
|  | 6                                                     | New Jersey Devils        | 2                        |                    |                       |                       |                       |                     |                   |                   |                   |                   |  |  |                    |                    |                    |
|  |                                                       |                          |                          |                    |                       |                       |                       |                     |                   |                   |                   |                   |  |  |                    |                    |                    |
|  | 4                                                     | Toronto Maple Leafs      | 4                        | 4                  | Toronto Maple Leafs   | 4                     |                       |                     |                   |                   |                   |                   |  |  |                    |                    |                    |
|  | 4                                                     | Toronto Maple Leafs      | 4                        | 4                  | Toronto Maple Leafs   | 4                     |                       |                     |                   |                   |                   |                   |  |  |                    |                    |                    |
|  | 5                                                     | New York Islanders       | 3                        | 7                  | Ottawa Senators       | 3                     |                       |                     |                   |                   |                   |                   |  |  |                    |                    |                    |
|  | 5                                                     | New York Islanders       | 3                        | 7                  | Ottawa Senators       | 3                     | E3                    | Carolina Hurricanes | 1                 |                   |                   |                   |  |  |                    |                    |                    |
|  | (Die Teams werden nach der ersten Runde neu gesetzt.) |                          |                          |                    |                       |                       | E3                    | Carolina Hurricanes | 1                 |                   |                   |                   |  |  |                    |                    |                    |
|  |                                                       | W1                       | Detroit Red Wings        | 4                  |                       |                       |                       |                     |                   |                   |                   |                   |  |  |                    |                    |                    |
|  | 1                                                     | W1                       | Detroit Red Wings        | 4                  | Detroit Red Wings     | 4                     |                       | 1                   | Detroit Red Wings | 4                 |                   |                   |  |  |                    |                    |                    |
|  | 1                                                     |                          |                          |                    | Detroit Red Wings     | 4                     |                       | 1                   | Detroit Red Wings | 4                 |                   |                   |  |  |                    |                    |                    |
|  | 8                                                     | Vancouver Canucks        | 2                        | 4                  | St. Louis Blues       | 1                     |                       |                     |                   |                   |                   |                   |  |  |                    |                    |                    |
|  | 8                                                     | Vancouver Canucks        | 2                        | 4                  | St. Louis Blues       | 1                     |                       |                     |                   |                   |                   |                   |  |  |                    |                    |                    |
|  |                                                       |                          |                          |                    |                       |                       |                       |                     |                   |                   |                   |                   |  |  |                    |                    |                    |
|  | 2                                                     | Colorado Avalanche       | 4                        |                    |                       |                       |                       |                     |                   |                   |                   |                   |  |  |                    |                    |                    |
|  | 2                                                     | Colorado Avalanche       | 4                        |                    |                       |                       |                       |                     |                   |                   |                   |                   |  |  |                    |                    |                    |
|  | 7                                                     | Los Angeles Kings        | 3                        |                    |                       |                       |                       |                     |                   |                   |                   |                   |  |  |                    |                    |                    |
|  | 7                                                     | Los Angeles Kings        | 3                        | 1                  | Detroit Red Wings     | 4                     |                       |                     |                   |                   |                   |                   |  |  |                    |                    |                    |
|  |                                                       |                          |                          | 1                  | Detroit Red Wings     | 4                     |                       |                     |                   |                   |                   |                   |  |  |                    |                    |                    |
|  |                                                       | 2                        | Colorado Avalanche       | 3                  |                       |                       |                       |                     |                   |                   |                   |                   |  |  |                    |                    |                    |
|  | 3                                                     | 2                        | Colorado Avalanche       | 3                  | San Jose Sharks       | 4                     |                       |                     |                   |                   |                   |                   |  |  |                    |                    |                    |
|  | 3                                                     |                          |                          |                    | San Jose Sharks       | 4                     |                       |                     |                   |                   |                   |                   |  |  |                    |                    |                    |
|  | 6                                                     | Phoenix Coyotes          | 1                        | Western Conference | Western Conference    | Western Conference    |                       |                     |                   |                   |                   |                   |  |  |                    |                    |                    |
|  | 6                                                     | Phoenix Coyotes          | 1                        | Western Conference | Western Conference    | Western Conference    |                       |                     |                   |                   |                   |                   |  |  |                    |                    |                    |
|  |                                                       |                          |                          |                    |                       |                       |                       |                     |                   |                   |                   |                   |  |  |                    |                    |                    |
|  | 4                                                     | St. Louis Blues          | 4                        | 2                  | Colorado Avalanche    | 4                     |                       |                     |                   |                   |                   |                   |  |  |                    |                    |                    |
|  | 5                                                     | Chicago Blackhawks       | 1                        | 3                  | San Jose Sharks       | 3                     |                       |                     |                   |                   |                   |                   |  |  |                    |                    |                    |

## NHL Awards und vergebene Trophäen

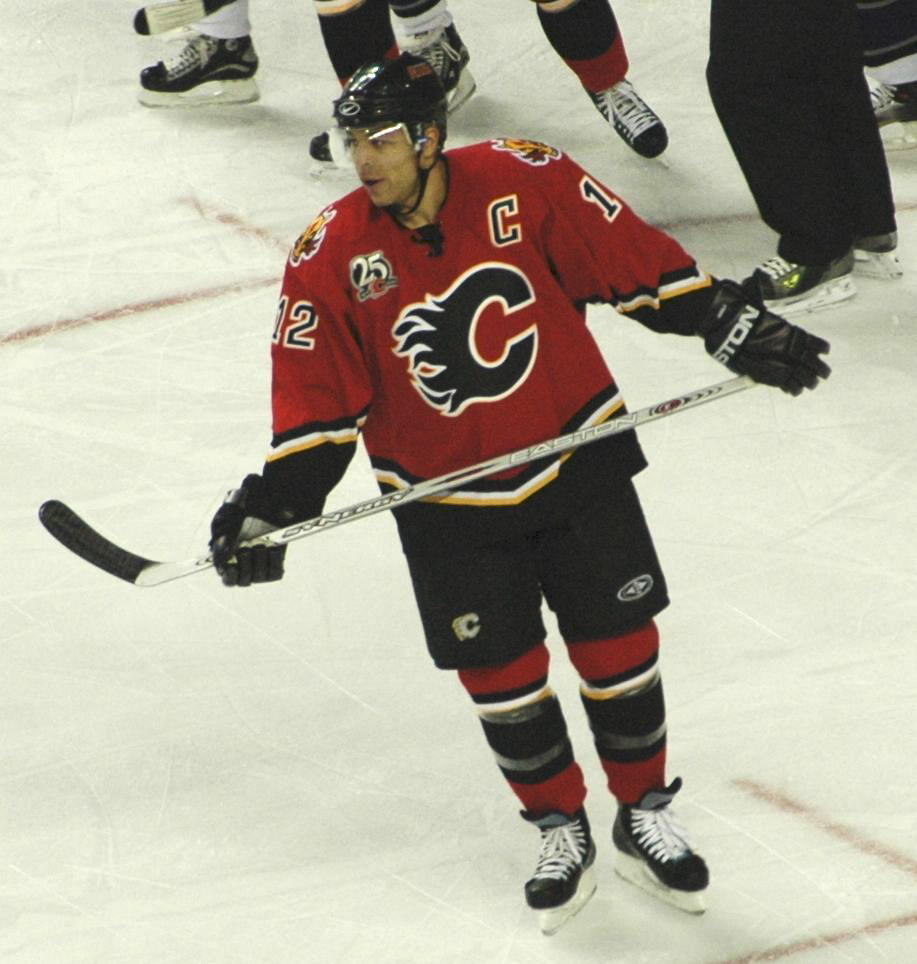
Jarome Iginla wurde mit drei Trophäen ausgezeichnet

- Hauptartikel: NHL Awards 2002

| Auszeichnung                     | Spieler                   | Team                |
| -------------------------------- | ------------------------- | ------------------- |
| Art Ross Trophy:                 | Jarome Iginla             | Calgary Flames      |
| Bill Masterton Memorial Trophy:  | Saku Koivu                | Montréal Canadiens  |
| Calder Memorial Trophy:          | Dany Heatley              | Atlanta Thrashers   |
| Conn Smythe Trophy               | Nicklas Lidström          | Detroit Red Wings   |
| Frank J. Selke Trophy:           | Michael Peca              | New York Islanders  |
| Hart Memorial Trophy:            | José Théodore             | Montréal Canadiens  |
| Jack Adams Award:                | Bob Francis               | Phoenix Coyotes     |
| James Norris Memorial Trophy:    | Nicklas Lidström          | Detroit Red Wings   |
| King Clancy Memorial Trophy:     | Ron Francis               | Carolina Hurricanes |
| Lady Byng Memorial Trophy:       | Ron Francis               | Carolina Hurricanes |
| Lester B. Pearson Award:         | Jarome Iginla             | Calgary Flames      |
| Lester Patrick Trophy:           | Herb Brooks Larry Pleau   |                     |
| Maurice 'Rocket' Richard Trophy: | Jarome Iginla             | Calgary Flames      |
| NHL Plus/Minus Award:            | Chris Chelios             | Detroit Red Wings   |
| Vezina Trophy:                   | José Théodore             | Montréal Canadiens  |
| William M. Jennings Trophy:      | Patrick Roy               | Colorado Avalanche  |
| Presidents’ Trophy               | Presidents’ Trophy        | Detroit Red Wings   |
| Prince of Wales Trophy           | Prince of Wales Trophy    | Carolina Hurricanes |
| Clarence S. Campbell Bowl        | Clarence S. Campbell Bowl | Detroit Red Wings   |
| Stanley Cup                      | Stanley Cup               | Detroit Red Wings   |

### NHL All-Star Teams

#### NHL First All-Star Team

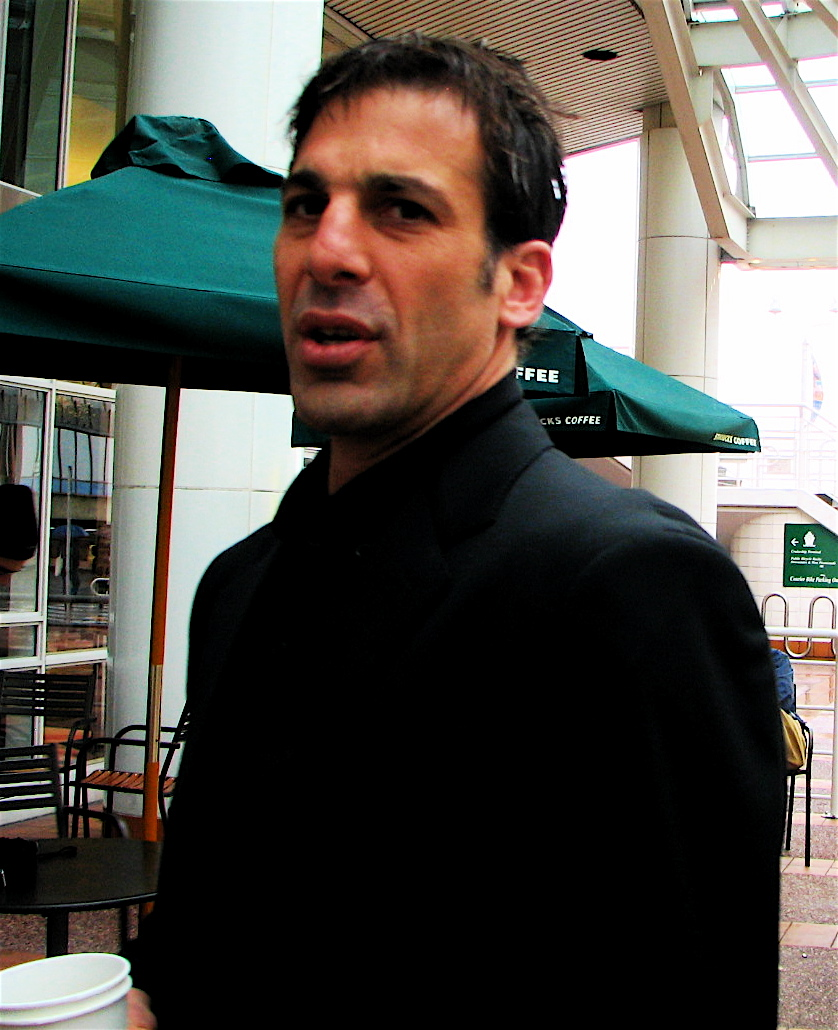
Chris Chelios stand nach fünf Jahren wieder einmal im First All-Star Team.

Abkürzungen: GP = Spiele, G = Tore, A = Assists, Pts = Punkte, W = Siege, SO = Shutouts, GAA = Gegentorschnitt
| Spieler          | Position      | Team               | GP | G  | A  | Pts |
| ---------------- | ------------- | ------------------ | -- | -- | -- | --- |
| Joe Sakic        | Center        | Colorado Avalanche | 82 | 26 | 53 | 79  |
| Markus Näslund   | Flügelstürmer | Vancouver Canucks  | 81 | 40 | 50 | 90  |
| Jarome Iginla    | Flügelstürmer | Calgary Flames     | 82 | 52 | 44 | 96  |
| Nicklas Lidström | Verteidiger   | Detroit Red Wings  | 78 | 9  | 50 | 59  |
| Chris Chelios    | Verteidiger   | Detroit Red Wings  | 79 | 6  | 33 | 39  |

| Spieler     | Position | Team               | GP | W  | SO | GAA  |
| ----------- | -------- | ------------------ | -- | -- | -- | ---- |
| Patrick Roy | Torhüter | Colorado Avalanche | 63 | 32 | 9  | 1,94 |

#### NHL Second All-Star Team

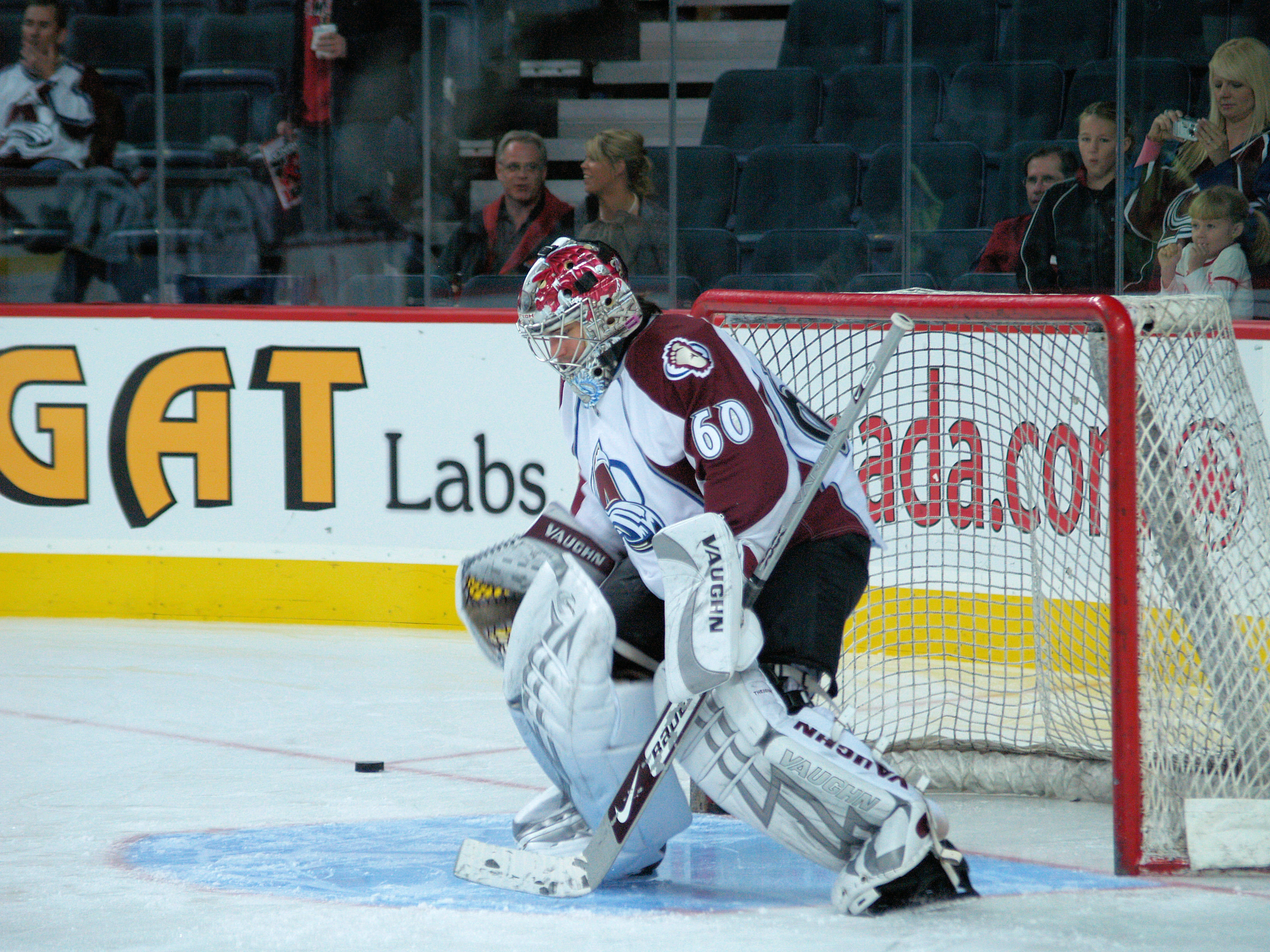
Erstmals in einem All-Star Team stand José Théodore

Abkürzungen: GP = Spiele, G = Tore, A = Assists, Pts = Punkte, W = Siege, SO = Shutouts, GAA = Gegentorschnitt
| Spieler          | Position      | Team                | GP | G  | A  | Pts |
| ---------------- | ------------- | ------------------- | -- | -- | -- | --- |
| Mats Sundin      | Center        | Toronto Maple Leafs | 82 | 41 | 39 | 80  |
| Brendan Shanahan | Flügelstürmer | Detroit Red Wings   | 80 | 37 | 38 | 75  |
| Bill Guerin      | Flügelstürmer | Boston Bruins       | 78 | 41 | 25 | 66  |
| Rob Blake        | Verteidiger   | Colorado Avalanche  | 75 | 16 | 40 | 56  |
| Sergei Gontschar | Verteidiger   | Washington Capitals | 76 | 26 | 33 | 59  |

| Spieler       | Position | Team               | GP | W  | SO | GAA  |
| ------------- | -------- | ------------------ | -- | -- | -- | ---- |
| José Théodore | Torhüter | Montréal Canadiens | 67 | 30 | 7  | 2,11 |

#### NHL All-Rookie Team
Im All-Rookie Team waren gleich jeweils zwei Spieler der New Jersey Devils und Philadelphia Flyers vertreten.

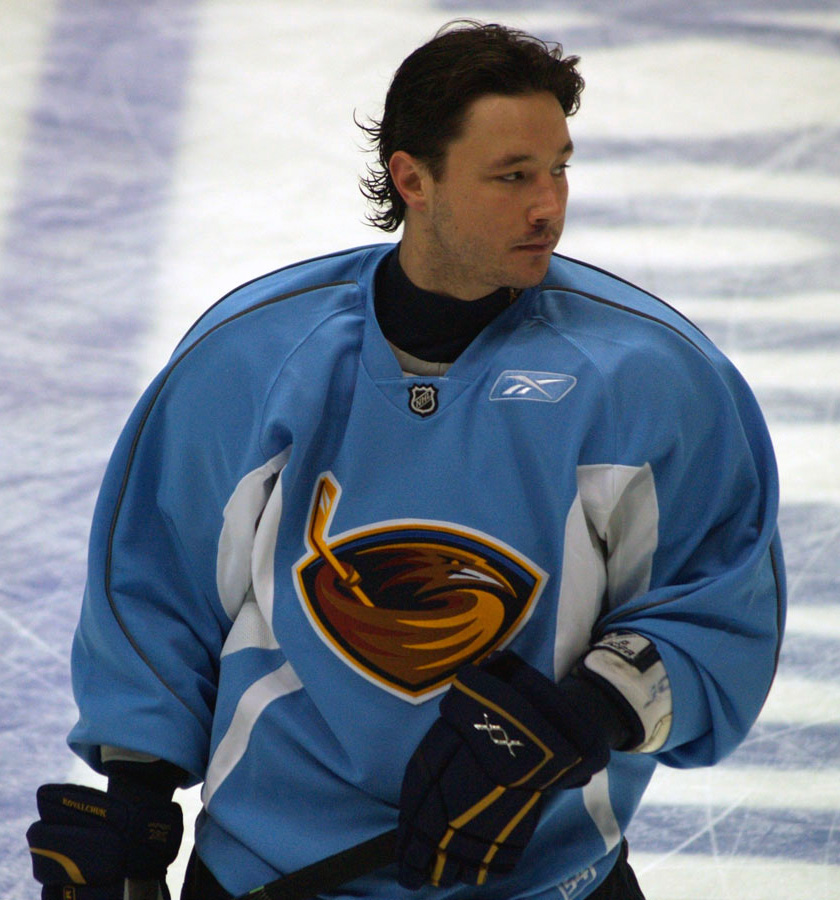
Ilja Kowaltschuk, einer von zwei Thrashers im All-Rookie Team.

Abkürzungen: GP = Spiele, G = Tore, A = Assists, Pts = Punkte, W = Siege, SO = Shutouts, GAA = Gegentorschnitt
| Spieler           | Position    | Team                  | GP | G  | A  | Pts |
| ----------------- | ----------- | --------------------- | -- | -- | -- | --- |
| Dany Heatley      | Stürmer     | Atlanta Thrashers     | 82 | 26 | 41 | 67  |
| Ilja Kowaltschuk  | Stürmer     | Atlanta Thrashers     | 65 | 29 | 22 | 51  |
| Kristian Huselius | Stürmer     | Florida Panthers      | 79 | 23 | 22 | 45  |
| Nick Boynton      | Verteidiger | Boston Bruins         | 80 | 4  | 14 | 18  |
| Rostislav Klesla  | Verteidiger | Columbus Blue Jackets | 75 | 8  | 8  | 16  |

| Spieler       | Position | Team             | GP | W  | SO | GAA  |
| ------------- | -------- | ---------------- | -- | -- | -- | ---- |
| Dan Blackburn | Torhüter | New York Rangers | 31 | 12 | 0  | 3,28 |